# Betriebskrankenkasse Miele
Die Betriebskrankenkasse Miele (BKK Miele) ist eine geschlossene Betriebskrankenkasse mit Sitz in Gütersloh. Sie steht allen aktiven und ehemaligen Mitarbeitern des Trägerunternehmen Miele & Cie. KG und Simonswerk GmbH offen.

## Beitragssätze
Seit 1. Januar 2009 werden die Beitragssätze vom Gesetzgeber einheitlich vorgegeben. Die BKK Miele erhebt seit 2023 einen Zusatzbeitrag von 1,4 %.
Ab Januar 2025 erhebt die BKK einen Zusatzbeitrag in Höhe von 2,8 %.

## Geschichte
Die BKK Miele wurde 1909 gegründet.